# Mustapha Ben Mohamed
Mustapha Ben Mohamed, né le 31 décembre 1926 à Alger et mort le 14 mai 2013 à Alger, est un cheminot et enseignant algérien. Il est aussi un homme politique qui lutta pour l'indépendance durant la colonisation française, puis, lorsque le pluralisme politique fut introduit dans la constitution de l'Algérie, qui fut secrétaire général d'un parti d'opposition et député  .

## Biographie
Mustapha Ben Mohamed naît le 31 décembre 1926 à Alger,.
En 1945, à 19 ans, il adhère au parti du peuple algérien (PPA), tout en étant cheminot. Il est de fait un militant de la première heure du mouvement messaliste, mouvement qui joue un rôle pionnier dans la lutte pour l’indépendance. Devenu responsable militaire du Mouvement national algérien (MNA) en Algérie de 1954 à 1955, il est arrêté le 7 novembre 1955  par les autorités françaises, torturé et incarcéré.  Mais cet emprisonnement lui permet aussi de rester à distance des luttes fratricides, au sein des indépendantistes, entre le mouvement messaliste et le FLN. Il n'est libéré qu'en avril 1962, à la suite des accords d'Évian de mars 1962. Il reste en France métropolitaine quelques mois, et fonde avec Simon Ajklouf le comité de liaison des trotskystes algériens. De retour en Algérie à l'indépendance, en juillet 1962, il devient enseignant. Il milite au sein de l’Organisation socialiste des travailleurs, qu'il a contribué à fonder,,.
À la suite de l'instauration du pluralisme politique par la constitution algérienne de 1989, l’Organisation Socialiste des Travailleurs se transforme, le 29 juin 1990, dans un congrès public, en un parti officiel, le Parti des travailleurs. Il devient secrétaire général de ce Parti des travailleurs. Puis il est élu député à l’Assemblée populaire nationale algérienne à partir de 1997. Il a 70 ans et est le doyen de cette assemblée, où son parti a 4 élus. Il prononce, en tant que doyen de l'assemblée, le discours inaugural de la nouvelle législature le 15 juin 1997,,,.
Mort le 14 mai 2013 à l'âge de 86 ans, il est inhumé au cimetière d'El Alia à Alger.